# Srbeč
Srbeč (německy Serbetsch) je obec čtyřicet kilometrů severozápadně od Prahy a osm kilometrů severně od Nového Strašecí v okrese Rakovník ve Středočeském kraji. Žije v ní 318 obyvatel. Vesnicí protéká protéká Bakovský potok.

## Historie
První písemná zmínka o vesnici pochází z roku 1227, tehdy jako Srbkův dvůr. Jméno upomíná na Lužické Srby, kteří ves založili jako kolonisté. Nejspíše přišli po německém vítězství v Lužici jako zajatci nebo přistěhovalci.
Ve druhé polovině šestnáctého století vesnici získal Adam Hruška z Března s manželkou Evou z Reichu. Po jeho smrti v roce 1581 se vdova provdala za Matyáše Štampacha ze Štampachu, který sídlil ve Mšeci a roku 1591 Srbeč koupil od Jana, Adama a Karla Hrušků z Března, Eviných synů z prvního manželství.
V obci Srbeč (540 obyvatel) byly v roce 1932 evidovány tyto živnosti a obchody: 2 cihelny, 2 obchody s dobytkem, družstvo pro rozvod elektrické energie v Srbči, holič, 4 hostince, kolář, 5 kovářů, 2 krejčí, malíř pokojů, 3 mlýny, 2 obuvníci, 2 obchody s ovocem a zeleninou, 2 pekaři, 3 řezníci, sadař, 2 sedláři, 3 obchody se smíšeným zbožím, spořitelní a záložní spolek pro Srbeč, 2 trafiky, truhlář, velkostatek Schwarzenberg, zámečník.
Na silnici mezi obcemi Bdín a Srbeč byl 18. dubna 1945 hloubkovým letcem napaden nákladní automobil. Řidič zahynul a dva spolujezdci byli zraněni. Událost připomíná pomník na místě útoku.

## Obecní správa
Od 1. ledna 1980 do 23. listopadu 1990 k obci patřily Bdín, Dučice a Přerubenice. Dne 13. června 2015 se měly v obci konat nové obecní volby.

### Územněsprávní začlenění
Dějiny územněsprávního začleňování zahrnují období od roku 1850 do současnosti. V chronologickém přehledu je uvedena územně administrativní příslušnost obce v roce, kdy ke změně došlo:
- 1850 země česká, kraj Praha, politický okres Rakovník, soudní okres Nové Strašecí[10]
- 1855 země česká, kraj Praha, soudní okres Nové Strašecí
- 1868 země česká, politický okres Slaný, soudní okres Nové Strašecí
- 1939 země česká, Oberlandrat Kladno, politický okres Slaný, soudní okres Nové Strašecí[11]
- 1942 země česká, Oberlandrat Praha, politický okres Slaný, soudní okres Nové Strašecí[12]
- 1945 země česká, správní okres Slaný, soudní okres Nové Strašecí[13]
- 1949 Pražský kraj, okres Nové Strašecí[14]
- 1960 Středočeský kraj, okres Rakovník
- 2003 Středočeský kraj, obec s rozšířenou působností Rakovník

## Doprava
Do vesnice vede silnice III. třídy. Železniční trať ani stanice na území obce nejsou. V roce 2011 z obce obce jezdily autobusové linky 583 (Milý,Bor – Mšec – Nové Strašecí), 588 (Milý,Bor – Slaný) a 628 (Řevničov – Mšec – Kladno).

## Pamětihodnosti
- Ve středu vesnice stojí areál barokního zámku s hospodářským dvorem.
- Kostel Nejsvětější Trojice – poutní kostelík, stojící o samotě na lesnatém návrší jihozápadně od obce. Původem ze 16. století, barokně přestavěn kolem roku 1700, další úpravy v roce 1896.[15]
- Kostel svatého Jakuba Většího na návsi – původně gotický ze 14. století, novogoticky přestavěn v letech 1877 až 1880.[15]

## Osobnosti
- František Jakub Fortin (1680–1763), architekt
- Karel Cífka (1871–1930), politik

## Galerie

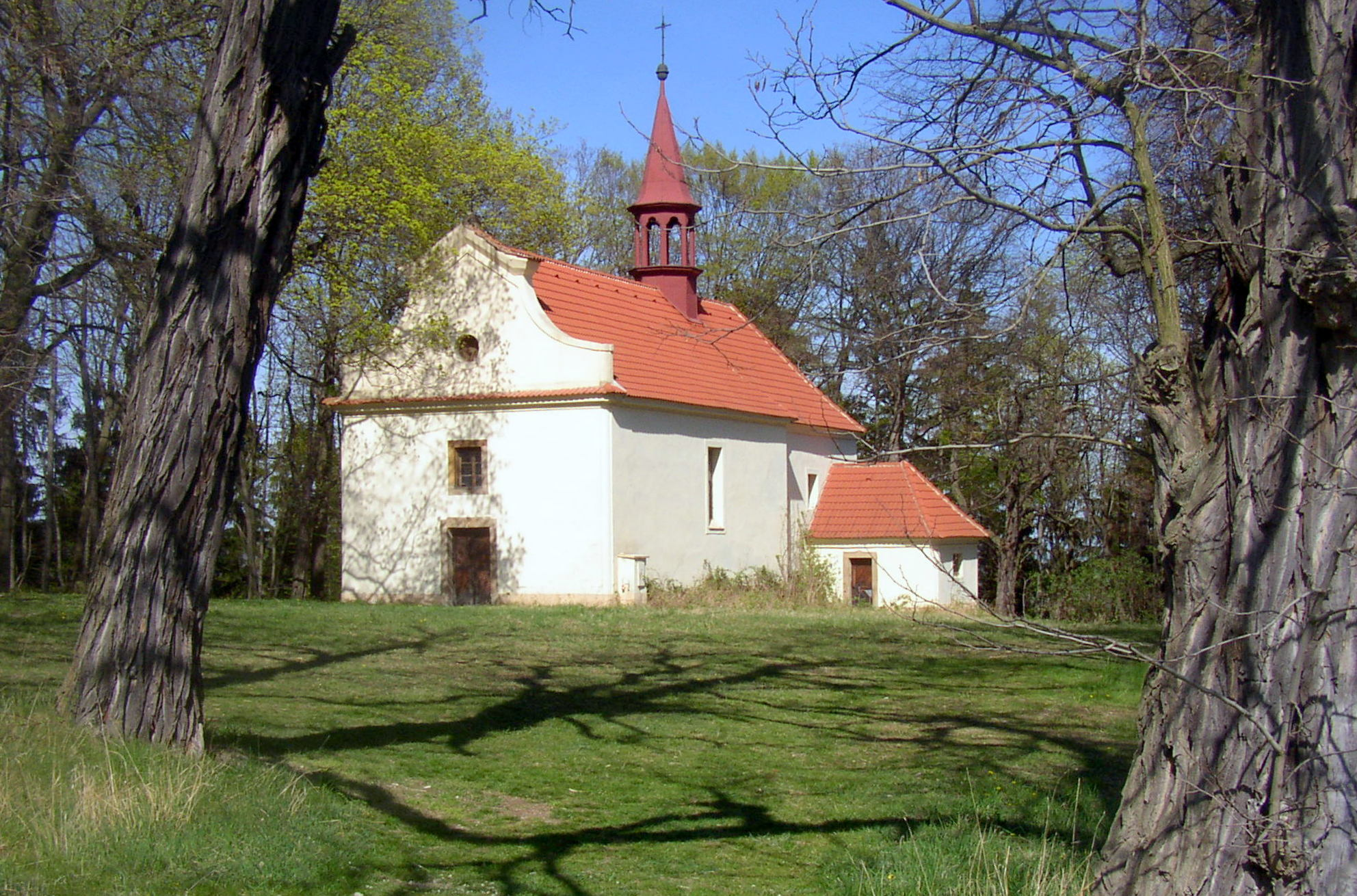
Kostel Nejsvětější Trojice
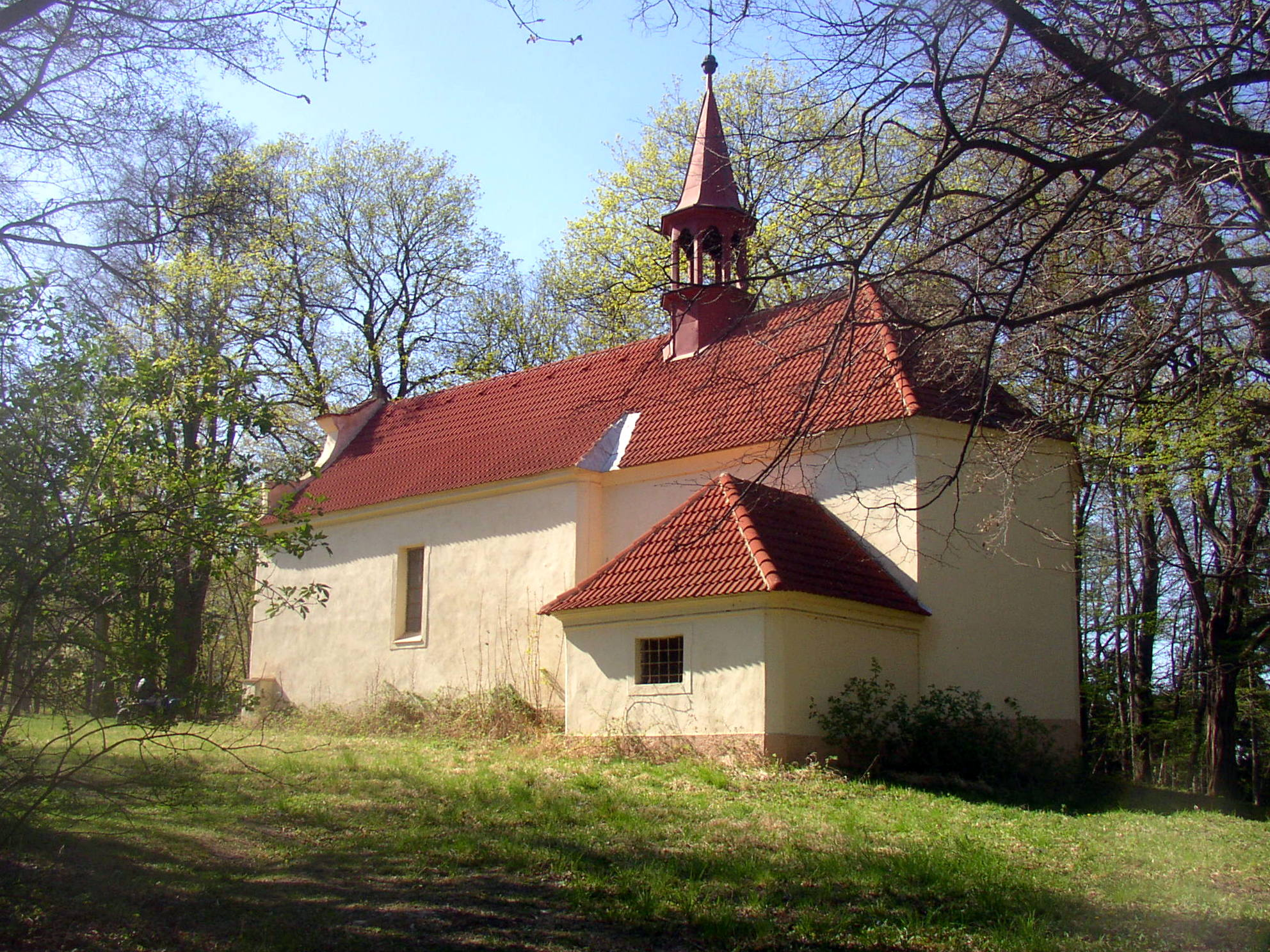
Kostel Nejsvětější Trojice
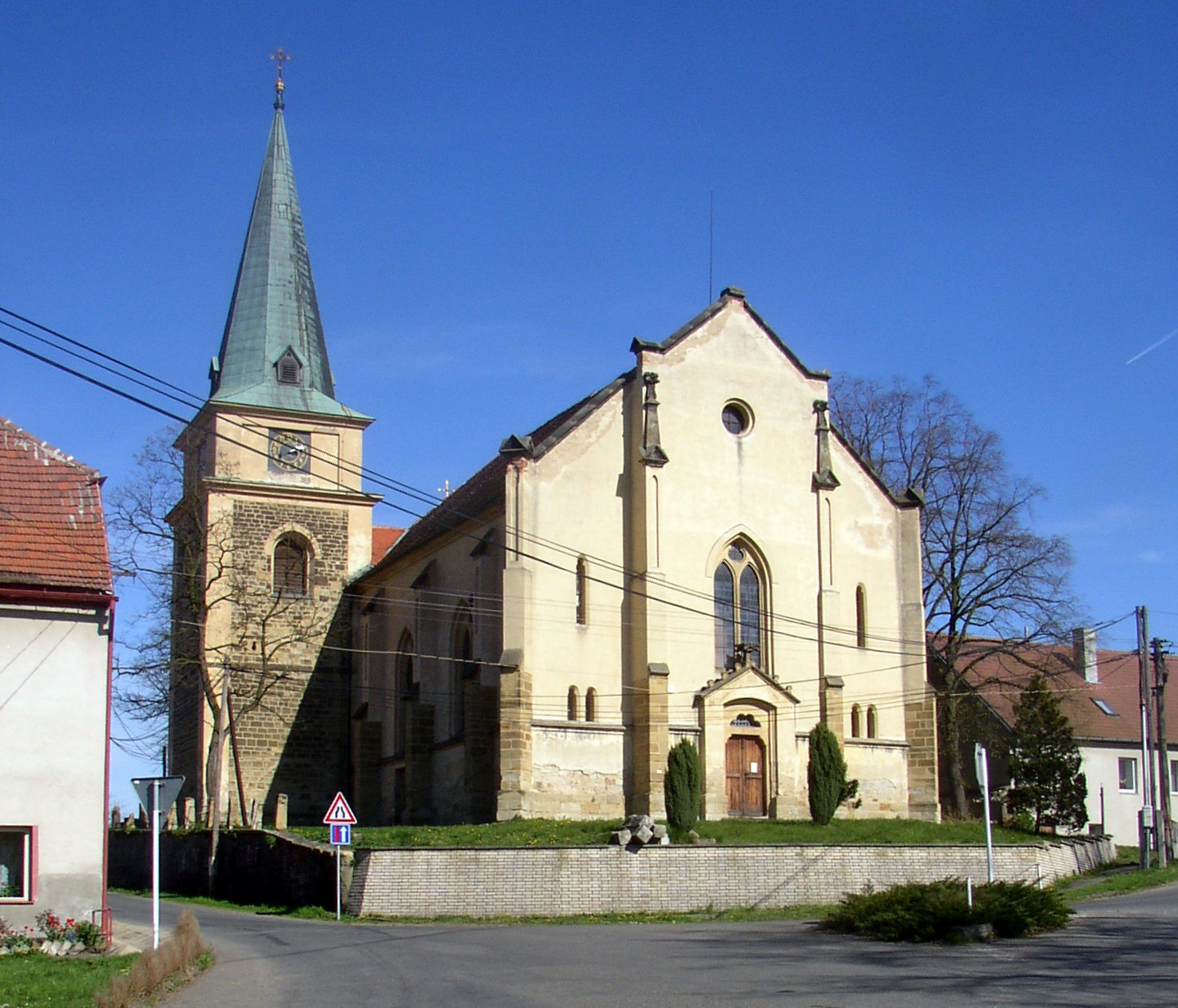
Kostel svatého Jakuba Většího